# Vegas: Based on a True Story
Vegas: Based on a True Story è un film del 2008 diretto da Amir Naderi.